# Никоново (Палкинский район)
Никоново — деревня в Палкинском районе Псковской области России. Входит в состав Палкинской волости.

## История
До апреля 2015 года деревня входила в состав Васильевской волости, затем Васильевская волость была упразднена и включена в состав Палкинской волости.

## Население
| 2001 | 2002 | 2010 | 2012 | 2016 |
| ---- | ---- | ---- | ---- | ---- |
| 5    | →5   | ↘3   | ↘0   | →0   |

## Известные уроженцы
- Раймондс Вейонис (15 июня 1966 года) — бывший президент Латвии.